# Gumpeneck
Gumpeneck är ett berg i Österrike.   Det ligger i distriktet Liezen och förbundslandet Steiermark, i den centrala delen av landet, 200 km sydväst om huvudstaden Wien. Toppen på Gumpeneck är 2 226 meter över havet.
Terrängen runt Gumpeneck är bergig åt sydväst, men åt nordost är den kuperad. Runt Gumpeneck är det ganska glesbefolkat, med 25 invånare per kvadratkilometer.. Närmaste större samhälle är Haus im Ennstal, 19,0 km väster om Gumpeneck. 
I omgivningarna runt Gumpeneck växer i huvudsak blandskog.